# Vincenzo degli Azani

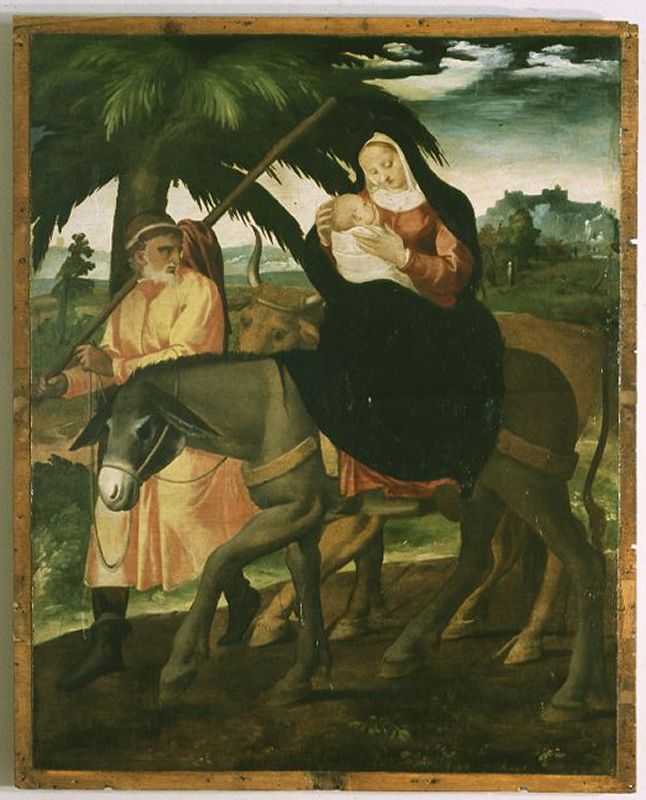
„Die Flucht nach Ägypten“, aus der Cappella dei Lombardi in der Kirche St. Giacomo la Marina, Palermo

Vincenzo degli Azani da Pavia, genannt „il Romano“ (tätig in Palermo ab 1519; † 16. Juli 1557 in Palermo) war ein italienischer Maler der Renaissance auf Sizilien.

## Leben
Über seine Herkunft gibt es widersprüchliche Angaben. Während Francesco Baronio meint, dass er aus Palermo stammt, behauptet Giuseppe Cosentino, dass er in Pavia geboren wurde. 1519 ist er erstmals in Palermo nachweisbar. Wahrscheinlich erhielt er in Neapel eine erste Ausbildung. Gesichert ist, dass er sich in Rom der Werkstatt Raffaels anschloss, dessen künstlerische Auffassung er verinnerlichte und in seinen großen Altarbildern zeitlebens vertrat. Lediglich auf kleinere Arbeiten, wie Predellen, folgte er eher dem stilistischen Ausdruck lombardischer Meister. 1527 kehrte er im Anschluss eines längeren Aufenthalts in Messina nach Palermo zurück, wo er 1533 heiratete. Hier schuf er eine Reihe von Tafelbildern hoher Qualität, die ihm zum bekanntesten Maler des 16. Jahrhunderts auf der Insel machten.

## Werke
- Martorana (Palermo): Hauptaltarbild „Christi Himmelfahrt“ (1533)
- Palazzo Abatellis, Galleria Regionale della Sicilia (Palermo): Tafelbilder „Anbetung der Könige“ (1542), „Darbringung im Tempel“, „Verkündigung“, „Christi Geburt“, „Flucht nach Ägypten“, „Beweinung Christi“ und „Madonna, Kind und Heilige“
- Palazzo Abatellis, Galeria Regionale della Sicilia (Palermo): Tafelbilder „Kreuzabnahme mit Grablegung“ (1533) und „Aufstieg der Seelen, mit Maria, Jesusknaben und Gottvater“
- Museo Diocesano di Palermo: Tafelbilder „Der Eremit S. Cono mit 20 Szenen aus seiner Legende“ (1536) aus der Kirche S. Maria di Portosalvo  und „Sant’Antonio Abate mit 20 Szenen aus seiner Legende“ (1550) aus der Kirche S. Maria Valverde (beide Palermo)
- San Domenico (Palermo): Tafelbilder „Christi Geburt“ (16. Jh.) und „Madonna della Rosaria und Heilige“ (1540)
- Santa Maria degli Angeli (Palermo): Tafelbild „Hochzeit der Maria“
- Oratorio di Santa Caterina (Palermo): Tafelbild „Madonna und Kind“
- Walker Art Gallery (Liverpool): Tafelbilder „Madonna mit Kind in der Glorie“ und „S. Katharina von Alexandria“